# Гайнер Бранд
Гайнер Бранд (нім. Hainer Brand; нар. 26 липня 1952) — колишній західнонімецький гандболіст. Тренер чоловічої національної збірної Німеччини з гандболу з 1997 по 2011 рік. Гайнер єдиний, хто вигравав чемпіонат світу з гандболу як гравець (у 1978 році), так і як тренер (у 2007 році).